# Episodi di F.B.I. (seconda stagione)
La seconda stagione della serie televisiva F.B.I. è andata in onda negli Stati Uniti dal 18 settembre 1966 al 16 aprile 1967 sulla ABC.
| nº | Titolo italiano           | Titolo originale | Prima TV USA      | Prima TV Italia |
| -- | ------------------------- | ---------------- | ----------------- | --------------- |
| 1  | The Price of Death        |                  | 18 settembre 1966 |                 |
| 2  | The Escape                |                  | 2 ottobre 1966    |                 |
| 3  | The Assassin              |                  | 9 ottobre 1966    |                 |
| 4  | The Cave-In               |                  | 16 ottobre 1966   |                 |
| 5  | The Scourge               |                  | 23 ottobre 1966   |                 |
| 6  | The Plague Merchant       |                  | 30 ottobre 1966   |                 |
| 7  | Ordeal                    |                  | 6 novembre 1966   |                 |
| 8  | Collision Course          |                  | 13 novembre 1966  |                 |
| 9  | Vendetta                  |                  | 20 novembre 1966  |                 |
| 10 | Anatomy of a Prison Break |                  | 27 novembre 1966  |                 |
| 11 | The Contaminator          |                  | 4 dicembre 1966   |                 |
| 12 | The Camel's Nose          |                  | 11 dicembre 1966  |                 |
| 13 | List for a Firing Squad   |                  | 18 dicembre 1966  |                 |
| 14 | The Death Wind            |                  | 25 dicembre 1966  |                 |
| 15 | The Raid                  |                  | 1º gennaio 1967   |                 |
| 16 | Passage Into Fear         |                  | 8 gennaio 1967    |                 |
| 17 | The Courier               |                  | 15 gennaio 1967   |                 |
| 18 | A Question of Guilt       |                  | 22 gennaio 1967   |                 |
| 19 | The Gray Passenger        |                  | 29 gennaio 1967   |                 |
| 20 | The Conspirators          |                  | 5 febbraio 1967   |                 |
| 21 | Rope of Gold              |                  | 12 febbraio 1967  |                 |
| 22 | The Hostage               |                  | 19 febbraio 1967  |                 |
| 23 | Sky on Fire               |                  | 26 febbraio 1967  |                 |
| 24 | Flight Plan               |                  | 5 marzo 1967      |                 |
| 25 | The Executioners (1)      |                  | 12 marzo 1967     |                 |
| 26 | The Executioners (2)      |                  | 19 marzo 1967     |                 |
| 27 | The Satellite             |                  | 2 aprile 1967     |                 |
| 28 | Force of Nature           |                  | 9 aprile 1967     |                 |
| 29 | The Extortionist          |                  | 16 aprile 1967    |                 |

## The Price of Death
- Diretto da: Paul Wendkos
- Scritto da: David Rintels

### Trama
- Guest star: Mimsy Farmer (Sue Wallace), Patty Regan (Ina), Stanja Lowe (Fran Ragatzy), Robert Cornthwaite (dottor Woolsey), Scott Marlowe (Arnold George Casey), David Macklin (Paul Wallace), Lew Brown (SAC Allen Bennett), Louise Latham (Ethel Wallace), Barry Russo (Dom), John Larch (Fred Wallace), Robert Blake (Junior), Milton Selzer (Mr. Ragatzy), Dennis Oliveri (Bobby Ragatzy), Len Lesser (Ghost)

## The Escape
- Diretto da: Ralph Senensky
- Scritto da: Mark Rodgers

### Trama
- Guest star: Bart Burns (S.R.A. Victor Teller), Ross Elliott (S.R.A. Ray Schuyler), George Keymas (Servianka), Michael MacReady (agente speciale Kelton), Steve Ihnat (Eddie Drake), Joseph V. Perry (William Demmer), John Ward (sceriffo Abbott), Hal Riddle (agente speciale Faircraft), Roy Thinnes (Larry Drake), Marlyn Mason (Patricia Drake), William Bramley (Steve Drake), Virginia Vincent (Miriam Abbott), Paul Comi (agente speciale Howard Schaal), Bob Duggan (sergente Prothro)

## The Assassin
- Diretto da: Ralph Senensky
- Soggetto di: Anthony Spinner

### Trama
- Guest star: Marlowe Jensen (Phil Henry), Rhys Williams (Dean Sutherland), Ted Knight (guardia di sicurezza), Victor Millan (tenente Munoz), William Windom (Anton Christopher), Robert Knapp (agente speciale White), Robert Patten (agente speciale), James Sikking (agente speciale), Dean Jagger (Bishop John Atwood), Tom Skerritt (Robert Hastings), Med Flory (Forest Ranger)

## The Cave-In
- Diretto da: Paul Wendkos
- Scritto da: Andy Lewis

### Trama
- Guest star: Meg Wyllie (Arna Rule), Val Avery (Carr), Don Keefer (Junkman), James Gavin (Gordon), Tim McIntire (Dubilier), Richard O'Brien (Peer), John McIntire (Tom Rule), Buck Taylor (Ed Rule), John McLiam (Nettles), Judee Morton (May Dubilier), John Mayo (Document Examiner)

## The Scourge
- Diretto da: Paul Wendkos
- Scritto da: Norman Jolley

### Trama
- Guest star: Greg Mullavy (agente speciale), Robert Ivers (agente speciale), Warren Parker (esercente dell'hotel), Charles McDaniel (Serology Technician), Robert Duvall (Johnny Albin), Lin McCarthy (Albert Towner), David Sheiner (Emil Justin), Will Kuluva (Mark Vincent), Mary La Roche (Lyn Towner), Garry Walberg (Sam Colton), Booth Colman (Martin Davis), Richard Karlan (George Colton), Debi Storm (Kathy Towner), Dort Clark (Harry), Nelson Leigh (giudice), Anne Carroll (segretario/a), John Mayo (Document Examiner)

## The Plague Merchant
- Diretto da: Lewis Allen
- Scritto da: Barre Lyndon

### Trama
- Guest star: Walter Mathews (Handler), George Sims (Handler), Harlan Warde (commissario), Jan Peters (Delivery Clerk), Arthur Hill (Edward Lennan), Ron Doyle (agente speciale), James Nolan (guardia di sicurezza), Eduard Franz (dottor Keeler), Peggy McCay (Marie Lennan), Michael Strong (Jago), Vince Howard (Wayne Newman), Jay Lanin (S.A.C. Thornburg), Carol Anne Seflinger (Jeannie), Curt Lowens (Pepin), Don Ross (Floyd Crane), Oscar Beregi, Jr. (colonnello), Harry Basch (esercente dell'hotel), Peter Brocco (droghiere), Lex Johnson (agente speciale Reydell)

## Ordeal
- Diretto da: Ralph Senensky
- Scritto da: Robert Bloomfield

### Trama
- Guest star: Allen Emerson (Harry Kingsley), Dan Barton (S.R.A. O´Brien), Vivi Janiss (Mrs. Gould), Olan Soule (Cooper), Paul Bryar (Dave Nolan), Mark Allen (Signalman), Gerald S. O'Loughlin (Carl Munger), Jacqueline Scott (June Munger), George D. Wallace (Graham Lockwood), Frank Baxter (F.B.I. Driver)

## Collision Course
- Diretto da: Christian Nyby
- Soggetto di: Leonard Kantor

### Trama
- Guest star: Walter Reed (agente speciale Al McClure), Wolfe Barzell (Litvian), Rafael Campos (strillone), Bert Kramer (agente speciale Barry Pike), Richard Anderson (S.A.C. Palmer), Pilar Seurat (Teresa), Ellen Corby (Mrs. Mary Carmichael), Jack Lord (Frank Shroeder), Connie Gilchrist (Jessie), Malcolm Atterbury (Fritz Shroeder), Stephen Coit (Loomis), Maxine Stuart (Mrs. Gennaro), John Harmon (prestatore su pegno), William Woodson (narratore)

## Vendetta
- Diretto da: Paul Wendkos
- Scritto da: Franklin Barton

### Trama
- Guest star: Max Kleven (Reynolds), David Opatoshu (Wilhelm von Fossburg), Johnny Silver (giornalaio), Byron Morrow (capitano), John van Dreelen (Karl Schindler), Mary Jackson (Mrs. Howard), Ron Doyle (agente speciale in New York), John Mayo (Document Examiner), Alfred Ryder (Otto Mann), Lois Nettleton (Catherine Fossburg), Jackie Russell (segretario/a)

## Anatomy of a Prison Break
- Diretto da: Ralph Senensky
- Soggetto di: Herman Groves

### Trama
- Guest star: Larry J. Blake (Dispatcher), Paul Winfield (guardia carceraria Lincoln), Pitt Herbert (Auto Salesman), Lincoln Demyan (Marshall), James Broderick (Frank Porter), Joseph Campanella (Fritz Moline), Carol Eve Rossen (Sarah Porter), William Reynolds (S.A.C. Kendall Lisbon), Edward Faulkner (Allen Wilson), Patricia Donahue (Esther Durbin), Martin E. Brooks (Richard Larken), Joseph Hoover (Paul Thorne), Vic Perrin (Kowalchek), Austin Willis (Warden Mark James)

## The Contaminator
- Diretto da: Paul Wendkos
- Scritto da: Daniel B. Ullman

### Trama
- Guest star: William Boyett (Guide), Robert Osterloh (Maconne), Jay Lanin (Resident Agent), Susan Davis (Payroll Clerk), Linden Chiles (Lawrence Underwood), William Sargent (agente speciale Kane or Kline), Frank Marth (Dunlap), Tom Palmer (dottor Barrows), Alex Gerry (John Gottlieb), Lawrence Montaigne (scienziato), Charles Bateman (Guide), John Ward (Farr), Sarah Marshall (Maria Underwood), William Stevens (Hart), George Brenlin (assistente/ addetto), Allison Hayes (Anne), Sam Edwards

## The Camel's Nose
- Diretto da: Joseph Sargent
- Soggetto di: Gerald Sanford

### Trama
- Guest star: Clarke Gordon (Adams), Wright King (SAC Parker), Bill Lazarus (capitano Reedley), Janet MacLachlan (Nancy), Michael Harris (moglie di Technician), Diane Baker (Elyse Colton), Murray Hamilton (Michael Kessler), Fritz Weaver (Steven Colton), Nicholas Colasanto (Billy Milton), Francis DeSales (Hewlett)

## List for a Firing Squad
- Diretto da: Jesse Hibbs
- Scritto da: Mark Rodgers

### Trama
- Guest star: Connie Sawyer (Coat Seller), Alan Oppenheimer (Ludovic Krols), Stella Garcia (Girl in Bar), Bobby Diamond (Soccer Player), Anthony Eisley (agente speciale Chester Randolph), Gregory Gaye (Ferenc Matyin), Guy Remsen (agente), Suzanne Pleshette (Marya Pazmany), Charles Korvin (capitano Istvan Novak), Oscar Beregi, Jr. (maggiore Tokoli), Martin Kosleck (Janos Dobrenko), Celia Lovsky (Mrs. Karoli), Phyllis Hill (Doris Brighton), Charles Cooper (vice)

## The Death Wind
- Diretto da: Ralph Senensky
- Soggetto di: Robert Leslie Bellem

### Trama
- Guest star: Bill Quinn (Cargile), Ralph Bellamy (capitano Jennerson), John Alderson (Swede), Victor Sen Yung (sindaco Eto), Elizabeth Allen (Gloria Jennerson), Peter Mark Richman (Ted Hammond), Mark Roberts (S.A.C. Warren Berwick), Logan Field (Lawrence Tegg), Peter Hobbs (Sprague), Hank Brandt (tecnico di laboratorio), Garrison True (tenente), Ralph Hanalei (Sam Loku)

## The Raid
- Diretto da: Ralph Senensky
- Scritto da: Mark Rodgers

### Trama
- Guest star: Frank Maxwell (MacDonald), John Milford (Ralph Daiker), Ralph Meeker (Scott Martin), Rudy Solari (George Armer), Ken Lynch (Willis), Nita Talbot (Linda Wray)

## Passage Into Fear
- Diretto da: Christian Nyby
- Scritto da: Andy Lewis

### Trama
- Guest star: Arthur Hanson (Dining Steward), Greg Benedict (agente FBI), Lawrence Parke (Henry), Harry Hickox (conducente), Forrest Compton (George Litt), Anthony Eisley (S.A.C. Chet Randolph), Collin Wilcox (Hanna Crandall), Ford Rainey (Harry Fortier), Virginia Christine (Lucille Fortier), James T. Callahan (Richard Lenk), Sidney Clute (tassista), Henry Corden (Organ Grinder), Ivan Bonar (Osborne), Bobby Johnson (cameriere)

## The Courier
- Diretto da: Ralph Senensky
- Soggetto di: Robert C. Dennis

### Trama
- Guest star: Gene Lyons (Ludwig), Keye Luke (capitano Chieu), Bert Kramer (agente), Dan Frazer (reporter), Gene Hackman (Herb Kenyon), Harold Gould (dottore), Dean Harens (S.A.C. Bryan Durant), Noah Keen (Customs Inspector), Ruth Roman (Juliet Sinclair), Phyllis Love (Phyllis Kenyon), Eddie Guardino (tassista)

## A Question of Guilt
- Diretto da: Ralph Senensky
- Scritto da: Mark Weingart

### Trama
- Guest star: Don Dubbins (McKinney), Andrew Duggan (tenente Frank Harris), Stella Garcia (Estelle), Paul Mantee (Vic), Larry Gates (Tom Barrett), David Mauro (Joseph Spooner)

## The Gray Passenger
- Diretto da: Christian Nyby
- Scritto da: Jerry Ludwig

### Trama
- Guest star: Robert Harland (S.A.C. MacGregor), Sam Gilman (Gilman), John Haymes Newton (George Bryan), Bob Kline (agente speciale Kilbourne), Simon Scott (Colfax), Phil Chambers (Mr. Guthrie), Barbara Luna (Barbara Reyes), Alejandro Rey (Carlos Avila), Henry Wilcoxon (Bowers), Alberto Morin (Molinos), Carlos Romero (Calderon), Lillian Bronson (Mrs. Guthrie), Pepe Callahan (Torres), Bob Duggan (operatore radio), Raoul Perez (Rebel)

## The Conspirators
- Diretto da: Christian Nyby
- Scritto da: Robert J. Shaw e Norman Jolley

### Trama
- Guest star: Matt Pelto (Explosives Man), Charles McDaniel (Serology Technician), Cindy Taylor (Seaman), James Seay (Printer), Michael Rennie (Conrad Letterman), Arthur Franz (John Caldwell), Dabney Coleman (Stanley Leonard), Anthony Eisley (S.A.C. Chet Randolph), Michael Harris (Shoeprint technician), Guy Remsen (agente speciale), James Sikking (Hair and Fibers Expert), Phyllis Thaxter (Vivian Caldwell), John Lupton (S.A.C. Allen Bennett), John McLiam (Lester Milton), Julie Sommars (Betty Caldwell), Fletcher Allen (Electronics Man), Doreen Lang (Writer), Gil Peterson (Navy Seaman)

## Rope of Gold
- Diretto da: Jesse Hibbs
- Scritto da: Mark Rodgers

### Trama
- Guest star: Chanin Hale (Bobby), Jock Gaynor (Angus Boone), Peg Shirley (Matron), Pitt Herbert (Pharmacist), Jessica Walter (Mirellis), Anthony Eisley (S.A.C. Chet Randolph), Claudia Bryar (Mrs. Lee), Robert Yuro (Dave Hunter), Ed Deemer (Operations Officer), Louis Jourdan (Andre Vesalian), Peter Graves (Manning Fryes), William Smithers (Victor Kearney), Joanne Linville (Dorene Hanes), Catherine McLeod (Lorraine), Joe Di Reda (Logan), James Gavin (pilota)

## The Hostage
- Diretto da: Christian Nyby
- Scritto da: Robert Leslie Bellem e Mark Rodgers

### Trama
- Guest star: Russ Bender (Boat Owner), Ron Stokes (tenente Craig), Jim Healy (TV Commentator), Robert Boon (Junior Officer), David Frankham (Michael Veltran), Dabbs Greer (Harry Porter), John Mayo (Ballistics Technician), James Sikking (Hair and Fibers Expert), Edward Mulhare (maggiore Damian Sava), Diana Hyland (dottor Maria-Luise Karn), Paul Lukas (Anton Dieter), Delphi Lawrence (Jana Dieter), Martin Braddock (agente speciale Jack Dent), Peter Coe (Gerd Esling), John Holland (Frederic Sterne), James Johnson (marinaio)

## Sky on Fire
- Diretto da: Jesse Hibbs
- Scritto da: Don Brinkley e Charles Larson

### Trama
- Guest star: Nelson Olmsted (dottor Knight), William Wellman, Jr. (Douglas), Don Chastain (Intern), Barbara Baldavin (receptionist), Bradford Dillman (George Bellamy), Hal Riddle (tecnico), Jason Wingreen (barista), Lynda Day George (Mindy Platt), Charles Grodin (Carl Platt), Davey Davison (Connie), Noam Pitlik (Wallace), Garth Pillsbury (Helicopter Observer)

## Flight Plan
- Diretto da: William Hale
- Scritto da: Francis Cockrell

### Trama
- Guest star: Bill Franklin (uomo), Matt Pelto (Morey), Peggy Lipton (Girl in Museum), William Hudson (Highway Patrolman), Dean Harens (S.A.C. Bryan Durant), Peter Hobbs (S.R.A. Wilson), Buck Young (Museum Guard), Herb Armstrong (Motel Manager), J. D. Cannon (Robert Dewey), Antoinette Bower (Helen Meade), Murray Matheson (Henry Dodd), Joan Swift (Miss Bowen), Jonathan Hawke (Webb Andrews)

## The Executioners
- Diretto da: Don Medford
- Scritto da: Norman Jolley

### Trama
- Guest star: Walter Pidgeon (Leo Roland), Anthony Eisley (agente speciale Chet Randolph), Susan Strasberg (Chris Roland), Telly Savalas (Ed Clementi), Robert Drivas (Paul Clamenti), Robert Duvall (Ernie Milden), Celeste Holm (Flo Clementi)

## The Executioners
- Diretto da: Don Medford
- Scritto da: Norman Jolley

### Trama
- Guest star: Celeste Holm (Flo Clementi), Anthony Eisley (agente speciale Chet Randolph), Telly Savalas (Ed Clementi), Walter Pidgeon (Leo Roland), Robert Drivas (Paul Clamenti), Robert Duvall (Ernie Milden), Susan Strasberg (Chris Roland)

## The Satellite
- Diretto da: Jesse Hibbs
- Scritto da: David Rintels

### Trama
- Guest star: Jon Lormer (Earl Page), Karen Black (Lorraine Chapman), Ron Brown (agente speciale), Dorothy Green (Margaret Enfield), Tim O'Connor (Roy Enfield), Tim McIntire (Jack Hauser), Ellen Corby (Elizabeth Page), John Considine (S.R.A. McHenry), James Nolan (Neighbour), Guy Remsen (agente speciale Franklin), Tom Lowell (Tom Enfield), Paul Comi (S.A.C. Harper)

## Force of Nature
- Diretto da: Jesse Hibbs
- Scritto da: Mark Rodgers

### Trama
- Guest star: Vaughn Taylor (Sarrew), Tige Andrews (Jim Forno), Booth Colman (Lane Morris), Glen Campbell (Larry Dana), Dallas Mitchell (S.A.C. Rice), Len Wayland (S.A.C. McLean), James Franciscus (Charles Burnett), Anne Helm (Gloria Burnett), Jack Betts (Allen Cole), Kitty Kelly (Mrs. Spier)

## The Extortionist
- Diretto da: Gene Nelson
- Scritto da: Norman Jolley

### Trama
- Guest star: R. G. Armstrong (Ed Cray), Carlos Romero (agente speciale Robert Vega), Carlos Montalban, Anna Navarro (Teresa Vega), Donald May (agente Grant Bates), Wayne Rogers (Tyler Cray), Barbara Luna (Dolores), Rodolfo Hoyos, Jr. (Ray Avila), Margarita Cordova (Maria Perez)